# اینانانتونا
اینانانتونا (به لاتین: Inanantona) یک منطقهٔ مسکونی در ماداگاسکار است که در ناحیه بتافو واقع شده‌است. اینانانتونا ۱۶٬۰۰۰ نفر جمعیت دارد و ۱٬۲۷۶ متر بالاتر از سطح دریا واقع شده‌است.